# Subhash Kak
Subhash Kak (en hindi: सुभाष काक, Subhāṣ Kāk) (Srinagar, Índia, 26 de mars de 1947) és un físic, filòsof i poeta indi resident als Estats Units, que ha treballat en l'estudi de les lleis bàsiques que governen l'univers.
Subhash Kak és professor i cap del Departament de Ciències de la Computació a la Universitat Estatal d'Oklahoma a Stillwater.
Nascut a Srinagar, Caixmir, va completar el seu doctorat en Enginyeria Elèctrica de l'Institut Indi de Tecnologia, Delhi, i després es va incorporar com a professor. Durant 1979-2007, va ser amb la Universitat Estatal de Louisiana, Baton Rouge, on es va ocupar recentment com Donald C. i T. Elaine Delaune Professor Distingit d'Enginyeria Elèctrica i Computació.
La seva investigació tècnica en els àmbits de la teoria de la informació, xarxes neuronals, i la informació quàntica. També ha escrit sobre la història de la ciència i de l'art indi. Aquest treball, així com una resolució de la paradoxa dels bessons de la teoria de la relativitat ha rebut considerable atenció en la premsa popular.
El seu treball ha estat exhibit en els mitjans de comunicació populars, incloent Discovery i els canals d'Història, PBS, la televisió pública holandesa OHM, i més recentment en un documental sobre la música (www.ragaunveiled.com). Ha escrit sobre filosofia de la ment i va mostrar com la recursivitat té un paper fonamental en l'art, la música i l'estètica.
És autor de 12 llibres dels quals el més recent és "Els Sutras Prajna: Aforismes de la intuïció." També ha escrit 6 llibres de poesia. Aquests llibres han estat traduïts al francès, alemany, italià, espanyol, coreà, i el serbi. El distingit erudit indi Govind Chandra Pande ha comparat la seva poesia a la de William Wordsworth.
Entre els seus premis inclouen British Council Fellow (1976), Medalla de l'Acadèmia de Ciències de l'Índia Acadèmia Nacional de Ciències (1977), Premi Kothari (1977), la UNESCO TOKTEN Premi (1986), Premi Goyal (1998), Nacional de membre de l'Institut Indi d'Estudis Avançats (2001), i Ex Alumne Distingit IIT de Delhi (2002).